# Eyaletul Vidin
Eyaletul Vidin (în turcă otomană ایالت ویدین, transliterat: Eyālet-i Vīdīn) a fost un eyalet din Imperiul Otoman din nord-vestul Bulgariei de astăzi. A fost format în 1846, capitala fiind orașul Vidin. A fost încorporat în provincia Dunărea în 1864, iar sangeacurile sale devin localități, cu excepția Vidinului.

## Diviziuni administrative
Sangeacurile eyaletului la mijlocul secolului al XIX-lea erau:
- Sangeacul Tirnova
- Sangeacul Vidin
- Sangeacul Lom